# Anne Gutman
Pour les articles homonymes, voir Gutman.
 (juin 2024).
 (juin 2024).
Anne Gutman, née le 2 juillet 1970 à Paris[Pas dans la source] est une autrice française de livres jeunesse. Elle est notamment célèbre pour les séries de livres pour enfants Gaspard et Lisa et Pénélope tête en l'air, illustrés par son mari Georg Hallensleben et adaptés en séries télévisées d'animation.

## Biographie
Anne Gutman est née à Paris. Elle publie son premier livre pour enfants, Comment se débarrasser de son petit frère (1989) à l'âge de 19 ans, co-écrit avec son père Claude Gutman.
Dans les années 1990, elle entre chez Gallimard Jeunesse, où elle travaille tant que maquettiste pendant sept ans. Elle y fait la rencontre de l'illustrateur Georg Hallensleben.
Ensemble, ils créent plusieurs séries de personnages d'albums jeunesse : Pénélope, Gaspard et Lisa et les séries des tout-cartons Toupetis et Monchaton. Anne Gutman écrit les histoires et fait la maquette des livres.
Les livres Gaspard et Lisa, traduits en 14 langues et vendus à plus de deux millions d'exemplaires dans le monde, ont été adaptés en une série télévisée d'animation diffusée dans plus de 80 pays. Particulièrement connus en Asie, et notamment au Japon, Gaspard et Lisa ont même une ville dédiée à leur univers dans le parc d'attractions FujiQ Higland.
La série Pénélope a été adaptée en dessin animé sous le nom de Ukkari Penelope par Nippon Animation,Tokyo,.
En 2018, Anne Gutman écrit un album inédit de la série de livres jeunesse Caroline, après la mort de son créateur Pierre Probst.

### Vie privée
Anne Gutman vit à Paris avec son mari Georg Hallensleben et leurs trois enfants, Salomé, Colombine et Robinson.

## Œuvres

### Série Gaspard et Lisa
Livres pour enfants à partir de 5 ans, illustrés par Georg Hallensleben et publiés chez Hachette.

#### Les catastrophes de Gaspard et Lisa (Hachette Jeunesse)
- 2000 : Gaspard à Venise
- 2000 : La maison de Lisa
- 2000 : Lisa prend l’avion
- 2000 : Gaspard et Lisa au musée
- 2000 : Gaspard à l’hôpital
- 2000 : Le cadeau de Noël
- 2000 : Gaspard à la mer
- 2000 : Lisa à New York
- 2000 : La jalousie de Gaspard
- 2001 : Les cauchemars de Lisa
- 2001 : La petite sœur de Lisa
- 2001 : La rencontre
- 2001 : Gaspard et Lisa s’ennuient
- 2002 : Lisa dans la jungle
- 2002 : Gaspard veut un petit chien
- 2003 : Lisa prend le train
- 2004 : Lisa est malade
- 2005 : Un cadeau pour Maman
- 2005 : Lisa a des poux
- 2006 : Le pique-nique
- 2006 : Gaspard et Lisa au Japon
- 2006 : Le petit chat de Lisa
- 2007 : Gaspard et Lisa au restaurant
- 2008 : Brioche
- 2009 : Gaspard et Lisa au cinéma
- 2013 : L'anniversaire de Gaspard
- 2013 : La rentrée de Gaspard et Lisa
- 2014 : Gaspard et Lisa baby-sitters
- 2015 : Gaspard est amoureux
- 2015 : Gaspard a des lunettes
- 2016 : Gaspard et Lisa et le poisson ballon
- 2016 : Gaspard et Lisa à Tokyo
- 2017 : Gaspard et Lisa au Centre Pompidou
- 2018 : Gaspard et Lisa jouent au foot
- 2019 : Les vacances de Gaspard et Lisa
- 2021 : Gaspard et Lisa à l’opéra
- 2024 : Gaspard et Lisa au Louvre

#### Hors-séries Gaspard et Lisa
- 2000 : La maison
- 2000 : Les animaux
- 2000 : Les transports
- 2002 : L'imagier
- 2003 : Gaspard et Lisa aux Grands Magasins
- 2004 : Le spectacle de magie
- 2004 : Les desserts de Gaspard et Lisa
- 2006 : Les chiffres
- 2006 : Les contraires
- 2006 : Les couleurs
- 2006 : Les formes
- 2006 : Lisa et le Père Noël
- 2009 : Les recettes de Gaspard et Lisa
- 2010 : C'est la fête !
- 2014 : Gaspard et la Tour Eiffel
- 2016 : Catastrophe ! 10 bêtises de Gaspard et Lisa
- 2017 : L'imagier
- 2019 : A Paris ! (Hello Kitty & Gaspard et Lisa à Paris) (avec Yuko Yamaguchi)

### Série Pénélope
Livres pour enfants de 3 à 6 ans, écrits par Anne Gutman et publiés chez Gallimard Jeunesse.

#### Livres animés Pénélope
- 2003 : Pénélope à la ferme
- 2003 : Bonne nuit, Pénélope
- 2003 : Pénélope à la montagne
- 2003 : Pénélope à l’école
- 2006 : Pénélope à la mer
- 2007 : Ferme vite, Pénélope
- 2007 : Pénélope au Louvre
- 2004 : Joyeux Noël, Pénélope
- 2008 : Pénélope à Paris
- 2010 : Pénélope fait du sport
- 2012 : Pénélope fête son anniversaire
- 2014 : Pénélope à l'hôpital

#### Série Pénélope tête en l'air (Gallimard Jeunesse)
- 2008 : La semaine de Pénélope
- 2008 : Pénélope fait les courses
- 2008 : Pénélope est polie
- 2008 : Pénélope connaît les couleurs
- 2008 : Pénélope sait compter
- 2009 : Pénélope à la plage
- 2009 : Bon appétit, Pénélope
- 2009 : Pénélope s’habille
- 2009 : Saute, saute, Pénélope
- 2009 : Pénélope connaît les formes
- 2008 : Pénélope connaît les saisons
- 2009 : La journée de Pénélope
- 2011 : Pénélope cherche les œufs de Pâques
- 2012 : Un frère ou une sœur pour Pénélope
- 2013 : Pénélope aime sa planète
- 2016 : Pénélope sur le pot
- 2023 : C'est l’automne, Pénélope

#### Les petites bêtises de Pénélope
- 2006 : Donne-moi la main, Pénélope !
- 2006 : Au lit, Pénélope !
- 2006 : C'est l'heure du bain, Pénélope
- 2006 : Finis ton assiette, Pénélope
- 2006 : Jette ta sucette, Pénélope !
- 2006 : Range ta chambre, Pénélope !

#### Livres Hors Série Pénélope
- 2005 : Mon amie Pénélope
- 2006 : Bon Anniversaire, Pénélope (livre sonore)
- 2007 : Le livre anti-cauchemar
- 2008 : Fais comme moi ! Le livre bain de Pénélope
- 2008 : Le grand livre de Pénélope
- 2009 : L’imagier de Pénélope
- 2011 : Livre d’activités Pénélope
- 2011 : Pénélope se déguise
- 2011 : Le livre ardoise Pénélope
- 2011 : La maison de Pénélope
- 2012 : Mon livre bébé Pénélope
- 2012 : C'est doux ou ça pique ?
- 2014 : Le livre à compter de Pénélope
- 2019 : Les métiers de Pénélope
- 2020 : Pénélope et Hello Kitty font un gâteau

### Série Mon Chaton
Livres pour les enfants à partir de 3 ans, écrits par Anne Gutman et publiés chez Hachette Jeunesse.
- 2016 : Mon chaton a gagné la course !
- 2016 : Mon chaton a trouvé un trésor !
- 2016 : Mon chaton a dompté un oiseau !
- 2016 : Mon chaton a perdu une dent !
- 2016 : Mon chaton a creusé un tunnel !
- 2016 : Mon chaton sait déjà compter !
- 2017 : Mon chaton fait du ski !
- 2017 : Mon chaton a vu un dragon !
- 2017 : Mon chaton a vu le Père Noël !
- 2018 : Mon chaton a fait du vélo
- 2018 : Mon chaton a fait à manger
- 2019 : Mon chaton est allé à Paris

### Autres livres pour la jeunesse
- 2004 : Quand vient la nuit (Adam Biro, Paris)
- 2013 : Les couleurs (Les Toupetis, Hachette Jeunesse)
- 2013 : Les bisous (Les Toupetis, Hachette Jeunesse)
- 2013 : Les rêves (Les Toupetis, Hachette Jeunesse)
- 2014 : Les câlins (Les Toupetis, Hachette Jeunesse)
- 2014 : Les cachettes (Les Toupetis, Hachette Jeunesse)
- 2014 : Les promenades (Les Toupetis, Hachette Jeunesse)
- 2017 : Les couzinzines (Hachette Romans)
- 2024 : "Little and Big" (Hippo Park, New York)